# Герріт Фаулгабер
Герріт Генрі Віктор Лодевейк Фаулгабер (нід. Gerrit Henri Victor Lodewijk Faulhaber; нар. 22 вересня 1912, Чиребон, Голландська Ост-Індія — пом. 1951) — індонезійський футболіст, захисник.

## Життєпис
Герріт Фаулхабер народився в портовому місті Чиребон, у родині Генрі Лодевейка Фаулгабера та його дружини Йоганни Вільгельміни Зіттер.
З початку 1930-их років Фаулгабер грав за футбольну збірну Семаранга. У 1938 році він був гравцем клубу «Гоу Егед» з Семаранг. Наприкінці травня 1938 року Герріт був викликаний у збірну Голландської Ост-Індії і відправився з командою в Нідерланди. Він був одним з сімнадцяти футболістів, яких головний тренер збірної Йоганнес Христоффел Ян ван Мастенбрук вибрав для підготовки до чемпіонату світу у Франції. У Нідерландах команда провелад два товариських матчі проти місцевих клубів («ГБС Ден Гааг» та ГФК Гарлем).
На початку червня збірна вирушила на мундіаль, який став для Голландської Ост-Індії та Індонезії першим в історії. На турнірі команда зіграла одну гру, 5 червня 1938 року в Реймсі, в рамках 1/8 фіналу, в якому вона поступилася майбутньому фіналісту турніру Угорщині (0:6). Фаулгабер не взяв участі в цьому матчі.
Після повернення до Нідерландів, 26 червня, збірна провела товариський матч зі збірною Нідерландів на Олімпійському стадіоні в Амстердамі. Зустріч завершилася перемогою нідерландців з рахунком 9:2. Проте Фаулгабер знову просидів увесь матч на лавці для запасних.